# Collins Cheboi
Collins Cheboi (ur. 25 września 1987) – kenijski lekkoatleta specjalizujący się w biegach średnich.
W 2011 sięgnął po srebrny medal igrzysk afrykańskich w Maputo. Trzy lata później wszedł w skład kenijskiej sztafety 4 × 1500 metrów, która zdobyła złoto IAAF World Relays, ustanawiając nowy rekord świata w tej konkurencji (14:22,22). 

## Osiągnięcia
| Rok  | Impreza              | Miejsce | Konkurencja              | Lokata     | Wynik    |
| ---- | -------------------- | ------- | ------------------------ | ---------- | -------- |
| 2011 | Igrzyska afrykańskie | Maputo  | bieg na 1500 metrów      | 2. miejsce | 3:39,72  |
| 2014 | IAAF World Relays    | Nassau  | sztafeta 4 × 1500 metrów | 1. miejsce | 14:22,22 |

## Rekordy życiowe
- bieg na 1500 metrów (stadion) – 3:30,34 (2015)
- bieg na 1500 metrów (hala) – 3:36,41 (2014)
- bieg na milę – 3:51,44 (2012)